# Crystal Palace FC Women
Crystal Palace F.C. is een Engelse vrouwenvoetbalclub uit Londen. De club werd in 1992 opgericht en is de vrouwenafdeling van Crystal Palace FC. Het team, beter bekend als The Eagles, komt sinds 2024 uit in de FA Women's Super League, het hoogste niveau in het Engelse vrouwenvoetbal.
De club speelt haar thuiswedstrijden in het VBS Community Stadium in Sutton in Zuid-Londen evenals op Selhurst Park. Tussen 2014 en 2013 kwamen The Eagles uit op Hayes Lane.

## Bekende (oud-)Eagles

### Speelsters
- Isibeal Atkinson
- My Cato
- Mille Gejl
- Aniek Nouwen
- Indiah-Paige Riley
- Ashleigh Weerden
- Lily Woodham

### Trainers
- Laura Kaminski[1]